# Nelas (freguesia)
Nelas is een plaats (freguesia) in de Portugese gemeente Nelas en telt 4073 inwoners (2001).

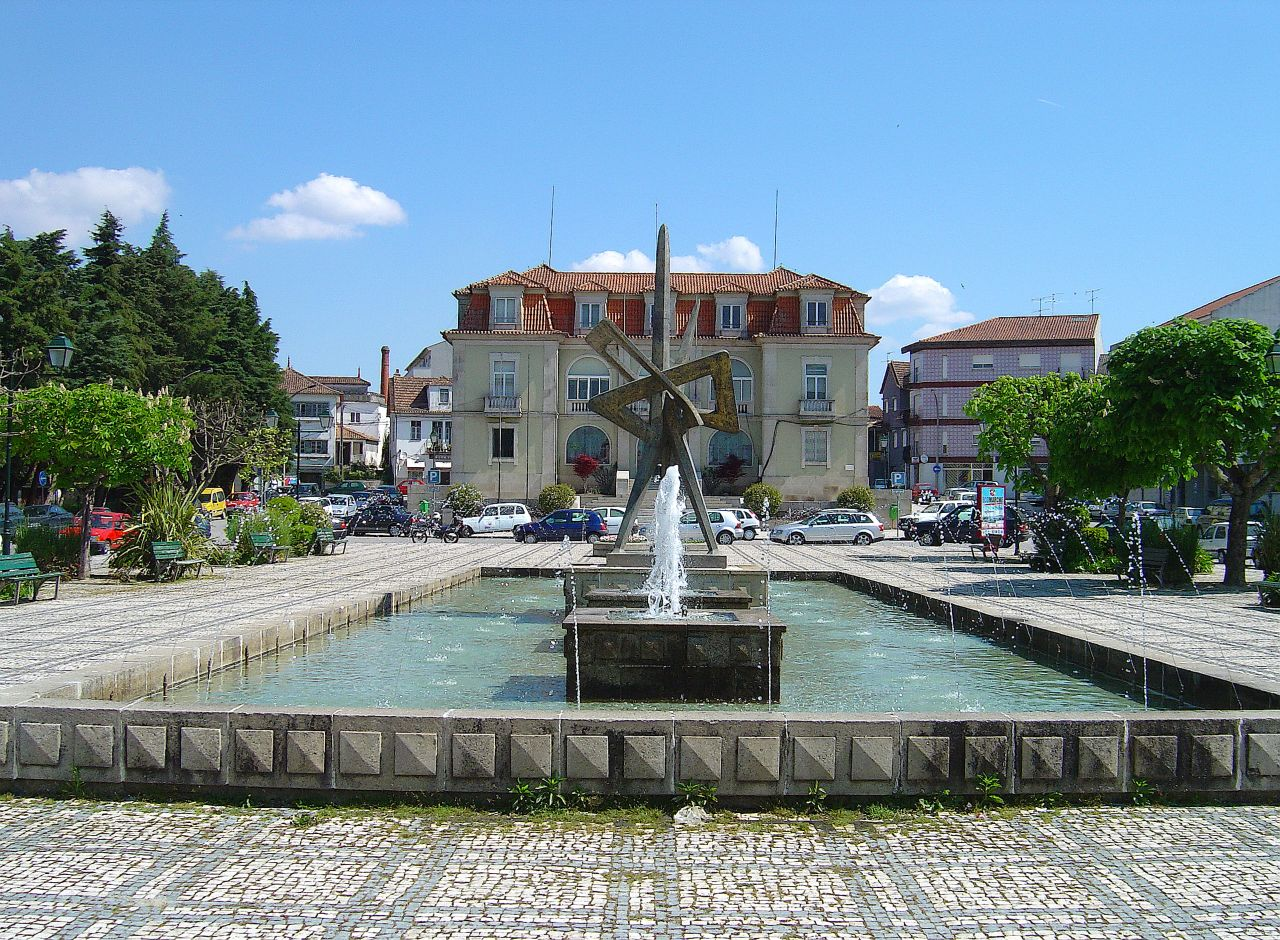